# تشارلستون
تشارلستون (بالإنجليزية: Charleston, Arkansas)‏ هي مدينة تقع في مقاطعة فرانكلين، أركنسو بولاية أركنساس في الولايات المتحدة. تبلغ مساحة هذه المدينة 11.1 (كم²)، وترتفع عن سطح البحر 158 م .

## التركيبة السكانية
حسب إحصائيات مكتب تعداد الولايات المتحدة بلغ عدد سكانها 2965 نسمة في عام 2000 و 1,201 منزل و815 أسرة، الأغلبية الساحقة منهم من أصحاب البشرة البيضاء بنسبة 95.58٪ و 0.07٪ منهم أمريكيون افارقة و 0.34٪ اسيويين و 1.48٪ من أجناس أخرى.

## أعلام
- جون آدامز
- دايل بمبرز
- أوتيس ديفيس

## وصلات خارجية
- The US50 - Cities and Towns in Arkansas State
- 2012 United States Census Estimate